# Тонганская империя
Тонганская империя — государственное образование доколониального периода, располагавшееся на территории современных государств Ниуэ, Самоа, Тонга, Тувалу, Фиджи, а также некоторых других. Большую часть существования империи представителями её правящей династии были туи-тонга, имевшие как политическую, так и религиозную власть. В период правления 24-го императора — Кауулуфонуа II политическая власть была отдана в руки представителей династии туи-хаатакалауа, туи-тонга же стали чем-то вроде верховных жрецов и одновременно богов. Тонганская империя достигла своего расцвета гораздо раньше передачи власти туи-хаатакалауа, ещё в XI — XII веках, при правлении императора Момо и его сына, 11 туи-тонга, Туитатуи. В этот период владения правителей Тонги простирались от полинезийских эксклавов Меланезии (Тикопиа и Анута) на западе до острова Ниуэ на востоке.

## История
Тонганская империя была основана легендарным Ахоэиту (тонг. ʻAhoʻeitu), сыном Тангалоа и смертной тонганки по имени Илахева, дочери вождя острова Тонгатапу Секетоа. Если верить мифам, это произошло в середине X века нашей эры. После Ахоэиту, ставшего первым туи-тонга, правил Лолофакангало, его сын Фангаонеоне, затем правителями империи были Лихау, Кофуту, Калоа и наконец Маухау, чьим правнуком был великий легендарный император-завоеватель Момо. Он вместе со своим сыном Туитатуи совершил ряд военных походов и, подчинив империи многие острова Меланезии и Полинезии, увеличил её территорию почти в два раза. Уже после смерти Момо, Туитатуи построил знаменитый трилитон Хаамонга или Хаамонга-а-Мауи на острове Тонгатапу. Следующим после Туитатуи императором был Талатама, перенёсший королевскую резиденцию в городок Лапаха. Талатама умер, не оставив потомства. После него официально правил Туитонгануи ко э Таматоу, который, как говорят, был не человеком, а деревом, и в период его правления фактически правило собрание вождей столичного города Муа, назывался отцом следующего императора — Талаихаапепе. На самом же деле, Талаихаапепе был родным братом позапрошлого туи-тонга, то есть Талатама. При правителе Талакаифаики началось разрушение великой морской империи Тонга, созданной Момо. После вооружённого конфликта в Океании появилось второе доколониальное государство — Самоа.

## Система дани и товарообмена
Ядром тонганской империи был остров Тонгатапу. Родственные альянсы связывали его вождей с вождями как центральных так и периферийных островов архипелага Тонгу, а также ряда островов за пределами архипелага. Для их поддержания требовались «экзотические» престижные товары, получаемые благодаря обмену с Фиджи и Самоа. Наиболее важными ценностями, которые тонганцы приобретали на Фиджи, были большие каноэ, поскольку на островах Тонга мало древесины подходящего размера и качества для строительства больших судов. Другими престижными товарами, которые тонганцы получали на Фиджи, были красные и зеленые перья попугаев, сандаловое дерево (использовалось для изготовления ароматного масла), плетеные из листьев паруса, гончарные изделия. С Самоа тонганцы получали тонкие панданусовые циновки В свою очередь, тонганцы вывозили на Фиджи зубы кашалотов, тонкие самоанские циновки, украшения и тапу. На Самоа тонганцы поставляли перья попугаев, большие спальные циновки из листьев кокосовой пальмы и тапу. Всей этой системой обмена руководили тонганские вожди.
Ежегодно происходила церемония подношения тонганским вождям первых плодов ямса (инаси), которая сопровождалась распитием кавы. В свою очередь, вожди периферийных островов получали престижные дары (красные перья попугаев, сандаловое дерево и тонкие циновки).